# Oeuvre van Stephen King

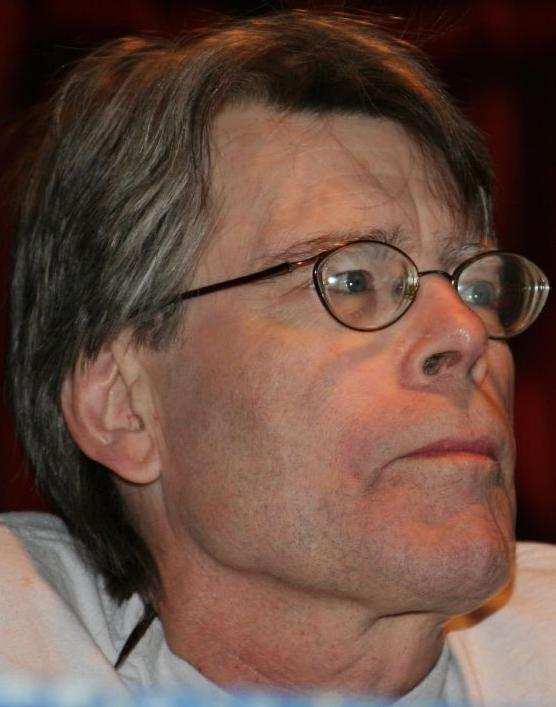
Stephen King

Stephen King heeft de volgende boeken geschreven (in chronologische volgorde):

### Carrie
- Oorspronkelijke titel: Carrie (1974)
- Nederlandse vertaling: 1975[1]
- Verfilmd in 1976 door Brian De Palma met Sissy Spacek in de hoofdrol.[2]
- In The Rage: Carrie 2 uit 1999 probeert Sue Snell, 23 jaar na de ramp op school, Rachel Lang te helpen als dat meisje gepest wordt op school. Niemand weet dat dit een halfzus van Carrie White is.[3]
- Carrie werd opnieuw verfilmd in 2002 (als televisiefilm) door David Carson met Angela Bettis als Carietta 'Carrie' White.[4]
- In 2013 verscheen er weer een nieuwe remake door Kimberly Peirce, met Chloë Grace Moretz als het titelpersonage.

Het verhaal gaat over Carrie, een zeventienjarig meisje met telekinetische gaven. Ze is een buitenbeentje op school en wordt vaak gepest en vernederd, ook door haar dominante moeder. Maar ze ontdekt haar krachten en krijgt deze steeds meer onder controle. Op het schoolbal gaan haar klasgenoten te ver en neemt ze wraak...

### Bezeten stad
- Oorspronkelijke titel: Salem's Lot (1975)
- Nederlandse vertaling: 1982 - herziening in 2003
- Verfilmd als miniserie in 1979 door Tobe Hooper[5]
- De film is als Europese editie met bijna een uur teruggesneden en als bioscoopfilm uitgebracht.
- In 1987 volgde de film A Return to Salem's Lot.[6]
- In 2004 opnieuw als miniserie verfilmd door Mikael Salomon. In de hoofdrollen zien we onder anderen Rob Lowe, Donald Sutherland en Rutger Hauer (als Kurt Barlow).[7]

Een moderne bewerking van Bram Stokers Dracula. King wilde de graaf uit Stokers wereldberoemde boek combineren met de vampiers uit zijn geliefde EC Comics. Schrijver Ben Mears, die in het dorpje Salem's Lot verblijft, ontdekt waarom de bewoners van het dorpje lijken te verdwijnen. Een oude vampier blijkt het lokale spookhuis te hebben betrokken.

### Razernij
- Onder het pseudoniem Richard Bachman
- Oorspronkelijke titel: Rage (1977)
- Nederlandse vertaling: 1986

Over een jongen die zichzelf superieur vindt tegenover anderen en zijn klas in gijzeling neemt. Hij doodt verschillende leerkrachten en onderhoudt zijn klas met verhalen over zijn jeugd.

### The Shining
- Oorspronkelijke titel: The Shining (1977)
- Nederlandse vertaling: 1978 als Het tweede gezicht. Vanaf 1983 onder de oorspronkelijke Engelstalige titel
- Verfilmd in 1980 door Stanley Kubrick met Jack Nicholson in de hoofdrol, Stephen King was niet tevreden over deze verfilming.[8]
- In 1997 werd er een miniserie van gemaakt door Mick Garris met Rebecca de Mornay en Steven Weber, deze verfilming kreeg wel de goedkeuring van King.[9]

Het verhaal speelt zich af in het verlaten Overlook Hotel ergens in de Rocky Mountains, waar schrijver Jack Torrance, zijn vrouw Wendy en hun zoontje Danny huismeesters zijn. Danny is helderziend en voorziet het gevaar, de spoken van het verleden komen in het hotel opnieuw tot leven. Jack merkt dit ook en het hotel drijft hem tot waanzin. Dit leidt ertoe dat Wendy en Danny, omsloten door sneeuw, ver van de buitenwereld, opgesloten zitten met een levensgevaarlijke gek.

### Satanskinderen
- Oorspronkelijke titel: Night Shift (1978)
- Nederlandse vertaling: 1985
- Verhalenbundel:
  - Jerusalem's Lot (Jerusalem's Lot)
  - Ratten (Graveyard Shift) - verfilmd in 1990 door Ralph S. Singleton.[10]
  - Doodtij (Night Surf)
  - Ik ben de Toegang (I am the Doorway)
  - De Mangel (The Mangler) - verfilmd in 1995 door Tobe Hooper[11]
  - De Boeman (The Boogeyman)
  - Twee maal twee is vier (Grey Matter)
  - Slagveld (Battleground) - verfilmd in 2006 door Brian Henson[12]
  - Trucks (Trucks) - twee maal verfilmd: Maximum Overdrive door King zelf[13] in 1986 en Trucks in 1997[14]
  - Soms keren ze terug (Sometimes They Come Back) - verfilmd in 1991 door Tom McLoughlin als Sometimes They Come Back[15] en in 1996 volgde Sometimes They Come Back... Again[16] en in 1999 Sometimes They Come Back For More[17]
  - De Rozige Lente (Strawberry Spring)
  - De Richel (The Ledge) - verfilmd als segment van de film Cat's Eye
  - Pastorale (The Lawnmower Man) - verfilmd in 1992 als The Lawnmower Man door Brett Leonard. King liet zijn naam uit de credits verwijderen omdat de film niets met zijn verhaal te maken had, op de titel na.
  - Stop ermee B.V. (Quitters, Inc.) - verfilmd als segment van de film Cat's Eye
  - Ik weet wat je wilt (I Know What You Need)
  - De laatste laddersport (The Last Rung on the Ladder)
  - De Satanskinderen (Children of the Corn) - verfilmd als Children of the Corn door Fritz Kierch met uiteindelijk zes vervolgen en een tv-film.
  - Afspraak met Norma (The Man Who Loved Flowers)
  - Een Afzakkertje (One For the Road)
  - De patiënte van kamer 312 (The Woman in the Room)

### De beproeving
- Oorspronkelijke titel: The Stand (1978)
- Nederlandse vertaling: 1984 (verkorte versie)
- Nederlandse vertaling: 1990 (volledige, onverkorte versie)
- Verfilmd als 6 uur durende miniserie in 1994 door Mick Garris[18]
- De beproeving is ook als comic uitgegeven door Marvel Comics (scenario door Roberto Aguirre-Sacasa, tekeningen door Mike Perkins en inkleuringen van Laura Martin). De Nederlandse exemplaren verschenen in zes gebundelde delen van 2010 tot en met 2013.

Een ongeluk met een biologisch wapen veroorzaakt een epidemie die meer dan 99% van de mensheid doodt. De overlevenden bundelen zich in twee kampen: een chaotische maar democratische gemeenschap in Boulder onder een oude vrouw die door God wordt geleid, en een ordelijke maar dictatoriale gemeenschap in Las Vegas geleid door de menselijke demon Randall Flagg, die een leger en een wapenarsenaal aan het opbouwen is om iedere concurrent te vernietigen. Een confrontatie van goed tegen kwaad dreigt.

### Dodelijk Dilemma
- Oorspronkelijke titel: The Dead Zone (1979)
- Nederlandse vertaling: 1980
- Verfilmd in 1983 door David Cronenberg[19]
- Verfilmd in 2002 door Anthony Michael Hall en Robert Lieberman
- Televisieserie in 2002 (in Nederland uitgezonden in de zomer van 2004 door SBS6)

Losjes gebaseerd op het leven van Peter Hurkos, maar over een leraar, John Smith, die na een auto-ongeluk over helderziende gaven blijkt te beschikken, die vooral tot hun recht komen als Smith iemand een hand geeft. Deze bijzondere gave leidt voor Smith tot heftige confrontaties. De climax wordt gevormd als Smith de man ontmoet die een vreselijke kernoorlog gaat ontketenen. Smith is de enige die dit weet en verantwoordelijk voor het lot van de wereld. Maar wat als Smith het fout heeft?

### De marathon
- Onder het pseudoniem Richard Bachman
- Oorspronkelijke titel: The Long Walk (1979)
- Nederlandse vertaling: 1986

Hou zo lang mogelijk een tempo aan van 6 km/h, 3 waarschuwingen daarna de kogel... Dit zijn de spelregels waaraan Ray Garraty zich moet houden bij de afvalrace waarvoor hij geselecteerd is.

### Ogen van vuur
- Oorspronkelijke titel: Firestarter (1980)
- Nederlandse vertaling: 1981
- Verfilmd als Firestarter in 1984 door Mark L. Lester met Drew Barrymore
- In 2002 volgde Firestarter 2: Rekindled[20]
- Verfilmd als Firestarter in 2022 door Keith Thomas met Ryan Kiera Armstrong en Zac Efron

Andy McGee en Vicky Tomlinson stellen zich vrijwillig beschikbaar voor een experiment met een volslagen onbekende drug, bedacht en ontwikkeld door een bizar regeringsbureau, in kleine kring bekend als 'De Winkel'. Hun dochtertje Charlie slaagt er twee jaar later in haar teddybeer in brand te laten vliegen... slechts door ernaar te kijken. Een vreeswekkende waarheid openbaart zich: Charlie is pyrokinetisch begaafd en kan met haar blik zelfs mensen in vlam zetten. 'De Winkel' stelt alles in het werk om Charlie te kidnappen. Als dat gelukt is, dwingen zij Charlie haar gruwelijke gave maximaal te ontwikkelen. Eén ding vergeten zij echter. Hun dwang werkt averechts... Langzaam elimineert Charlie haar gevoelens tot een diepgeworteld verlangen overblijft: wraak!

### Cujo
- Oorspronkelijke titel: Cujo (1981)
- Nederlandse vertaling: 1982
- Verfilmd in 1983 door Lewis Teague[21]

De Sint-bernard van de familie Camber, Cujo, wordt gebeten door een vleermuis en wordt hondsdol. De zieke hond slaat aan het moorden en al snel is de boerderij van Camber verlaten. Als Donna Trenton, samen met haar zoontje Tad, autopech krijgt bij de boerderij wordt ze door Cujo belegerd. Het is snikheet in de auto, er is geen voedsel, geen water en Tad begint in levensgevaar te verkeren. Maar als Donna de auto verlaat, valt Cujo aan.

### Danse Macabre
- Oorspronkelijke titel: Danse Macabre (1981)
- Nederlandse vertaling: 1986
- Non-fictie

Een visie op de moderne horrorfilms en -boeken.

### Werk in uitvoering
- Onder het pseudoniem Richard Bachman
- Oorspronkelijke titel: Roadwork (1981)
- Nederlandse vertaling: 1986

Route 784 wordt door het dorpje Westgate getrokken omdat er jaarlijks een aantal km nieuwe wegen moet aangelegd worden om subsidie te behouden. Bart George Dawes accepteert dit niet, omdat zijn huis dan afgebroken zal worden. Maar Dawes' verzet blijft niet bij het negeren van de gemeente. Dawes begint zijn verstand te verliezen en wil desnoods voor zijn huis vechten.

### Creepshow
- Oorspronkelijke titel: Creepshow (1982)
- Nederlandse vertaling: 1983
- Stripverhalen
- Verfilmd in 1982 door George A. Romero.[22]
- Vervolg Creepshow II in 1987 door Michael Gornick[23]
- Vervolg Creepshow III is in de maak, maar heeft niets meer met Stephen King te maken.

### De Donkere Toren I: De Scherpschutter
- Oorspronkelijke titel: The Dark Tower I: The Gunslinger (1982)
- Nederlandse vertaling: 1988 - herziening in 2003

De Scherpschutter wil wraak nemen op de man in het zwart en jaagt hem door de woestijn.
- De Donkere Toren-serie is ook als comic uitgebracht bij Marvel Comics (scenarioschrijver Robin Furth en Peter David, tekeningen door Jae Lee, Richard Isanove en Joe Quesada). De eerste zeven delen in 2007 onder de titel Dark Tower: The Gunslinger Born. Het achtste deel in 2008 onder de titel Dark Tower: The Long Road Home. De comic serie vertelt het verhaal meer chronologisch dan de oorspronkelijke boeken. De comic wordt eerst in het Engels uitgebracht. De serie uit 2007 is gebundeld in het Nederlands beschikbaar.

### 4 Seizoenen
- Oorspronkelijke titel: Different Seasons (1982)
- Nederlandse vertaling: 1984
- Verhalenbundel:
  - De ontsnapping (Rita Hayworth and Shawshank Redemption) - verfilmd in 1994 door Frank Darabont (als The Shawshank Redemption)[24]
  - De leerling (Apt Pupil) - verfilmd in 1998 als Apt Pupil door Bryan Singer
  - Het lijk (The Body) - verfilmd in 1986 door Rob Reiner (als Stand by Me)
  - De ademhalingsmethode (The Breathing Method)

### Vlucht naar de top
- Onder het pseudoniem Richard Bachman
- Oorspronkelijke titel: The Running Man (1982)
- Nederlandse vertaling: 1986
- Verfilmd in 1987 door Paul Michael Glaser, met Arnold Schwarzenegger in de hoofdrol

Ben Richards schrijft zich in voor een van de extreme televisiespelletjes met als hoofdprijs één miljard dollar.

### Sleepwalkers
- Oorspronkelijke titel: Sleepwalkers (1982)
- Nederlandse vertaling: nooit vertaald
- Enkel filmscript
- Verfilmd onder dezelfde naam in 1992 door Mick Garris

Geen weerwolven maar een soort katachtigen strijken neer in een dorpje op zoek naar maagdenbloed.

### Christine
- Oorspronkelijke titel: Christine (1983)
- Nederlandse vertaling: 1983
- Verfilmd in 1983 door John Carpenter

Er ontstaat een driehoeksverhouding tussen Christine (een rode Plymouth Fury uit 1957), Arnie (de eigenaar) en Leigh (zijn vriendin). Christine slaagt erin Arnie van zijn omgeving te isoleren en neemt wraak op iedereen die haar probeert tegen te houden.

### Silver Bullet
- Oorspronkelijke titel: Cycle of the Werewolf (1983)
- Nederlandse vertaling: 1986
- met illustraties van Bernie Wrightson
- Verfilmd in 1985 door Daniel Attias[25]

Een dorpje in de ban van een weerwolf.

### Dodenwake
- Oorspronkelijke titel: Pet Sematary (1983)
- Nederlandse vertaling: 1984
- Verfilmd in 1989 door Mary Lambert[26] en er is een remake verschenen in 2019 door Kevin Kölsch en Dennis Widmyer. In 1992 is er een vervolgfilm verschenen eveneens door Mary Lambert.

Achter het dierenkerkhof bij het huis van Louis en Rachel Creed ligt een ouder, veel naargeestiger begraafplaats. Wie daar begraven wordt, komt terug. Als Louis dit geheim ontdekt is hij eerst van plan het kerkhof voortaan te vermijden. Maar als zijn zoontje, Gage, wordt doodgereden en zijn vrouw in een diepe depressie vervalt, wordt Louis' weerstand aan het kerkhof ernstig op de proef gesteld.

### Ogen van de Draak
- Oorspronkelijke titel: The Eyes of the Dragon (1984 - herziening in 1987)
- Nederlandse vertaling: 1987

Delain wordt geregeerd door Koning Roland. Hofmagiër Flagg koestert duistere plannen voor de troonopvolging. Wie zal het worden? Prins Peter of prins Thomas?

### De Talisman
- Oorspronkelijke titel: The Talisman (1984)
- Nederlandse vertaling: 1985
- Geschreven met Peter Straub

Jack reist door Amerika en de wereld van de Territoria om de Talisman te vinden die zijn stervende moeder kan genezen.

### De vervloeking
- Onder het pseudoniem Richard Bachman
- Oorspronkelijke titel: Thinner (1984)
- Nederlandse vertaling: 1985
- Verfilmd als Thinner in 1996 door Tom Holland

William Halleck, een advocaat met overgewicht, veroorzaakt onvrijwillig een aanrijding met een oude zigeunervrouw, de dochter van Taduz Lemke. Taduz, het laatste zigeunerstamhoofd, spreekt een raadselachtige vloek uit over Halleck: hij raakt zijn kaak aan en mompelt enkel Thinner (Dunner).

### 4 x Stephen King
- Onder het pseudoniem Richard Bachman
- Oorspronkelijke titel: The Bachman Books (1985)
- Nederlandse vertaling: 1986
- Verhalenbundel:
  - Razernij (Rage)
  - De Marathon (The Long Walk)
  - Werk in uitvoering (Roadwork)
  - Vlucht naar de top (The Running Man) - verfilmd in 1987 door Paul Michael Glaser

### Duistere Krachten
- Oorspronkelijke titel: Skeleton Crew (1985)
- Nederlandse vertaling: 1986
- Verhalenbundel:
  - Dichte Mist (The Mist)
    - Verfilmd in 2007 door Frank Darabont als The Mist.

  - Er zit daar een tijger (Here There Be Tygers)
  - De aap (The Monkey)
  - Kaïn stond tegen zijn broeder op (Cain Rose Up)
  - Mevrouw Todd gaat binnendoor (Mrs. Todd's Shortcut)
  - De Jaunt (The Jaunt)
  - De Schnabbel (The Wedding Gig)
  - Paranoïde: een bezwering (Paranoid: A Chant)
  - Het vlot (The Raft)
  - Duistere krachten (Word Processor of the Gods)
  - De man die geen hand wilde geven (The Man Who Would Not Shake Hands)
  - Strandleven (Beachworld)
  - Het spiegelbeeld van de maaier (The Reaper's Image)
  - Nona (Nona)
  - Voor Owen (For Owen)
  - Overleven (Survivor Type)
  - De vrachtauto van oom Otto (Uncle Otto's Truck)
  - Melkman I: Vroege bestellingen (Milkman I: Morning Deliveries)
  - Melkman II: Zwarte Wielen (Milkman II: Big Wheels: A Tale of the Laundry Game)
  - Grootma (Gramma)
    - Verfilmd in de serie The Twilight Zone in 1986.

  - De ballade van de flexibele kogel (The Ballad of the Flexible Bullet)
  - Het rak (The Reach)

### Het
- Oorspronkelijke titel: It (1986)
- Nederlandse vertaling: 1986 (verkorte versie)
- Nederlandse vertaling: 1993 (volledige, onverkorte versie)
- Verfilmde miniserie in 1990 door Tommy Lee Wallace
- Verfilming in 2017 door Andy Muschietti

In de jaren 50 worden zeven kinderen geconfronteerd met een oeroud, gruwelijk monster dat kinderen vermoordt. Ze weten het monster te verslaan, maar doden kunnen ze het niet. 27 jaar later keert het monster terug en slaat het weer aan het moorden. De inmiddels volwassenen keren terug om nu voor goed met het monster af te rekenen. Maar het monster is inmiddels sterker en slimmer geworden.

### De Donkere Toren II: Het Teken van Drie
- Oorspronkelijke titel: The Dark Tower II: The Drawing of the Three (1987)
- Nederlandse vertaling: 1989

De Scherpschutter krijgt reisgenoten.

### Misery
- Oorspronkelijke titel: Misery (1987)
- Nederlandse vertaling: 1987
- Verfilmd in 1990 door Rob Reiner, met Kathy Bates in de hoofdrol.
- Toneelbewerking in 1992 door de Britse regisseur/scriptschrijver Simon Moore voor het Criterion Theatre in Londen. In het Nederlands vertaald door Karim Ameur. Uitgevoerd door het het Nationale Toneel (2001, regie: Lodewijk de Boer, spel: Eric Schneider en Geert de Jong) en KIK productions (2007, regie: Porgy Franssen, spel: Victor Löw en Mirjam de Rooij).

Paul Sheldon, een beroemd schrijver, krijgt een ongeluk en wanneer hij ontwaakt is hij in huis bij zijn grootste fan. De fan blijkt een psychopate te zijn, waarbij Sheldon zijn leven niet zeker is. Sheldon wil niets liever dan ontsnappen, maar hoe kan dat als je een ernstige handicap hebt? Dan besluit Sheldon een andere strategie te gebruiken.

### De Gloed
- Oorspronkelijke titel: The Tommyknockers (1987)
- Nederlandse vertaling: 1988
- Verfilmd in 1993 door John Power

Bobby Anderson ontdekt een vreemd, reusachtig voorwerp in het bos waardoor ze telepathische vermogens ontwikkelt. Ze begint het voorwerp uit te graven. Als ook de andere inwoners van Haven veranderen begint de nachtmerrie door te dringen: ze veranderen in ruimtewezens.

### King over Stephen King
- Oorspronkelijke titel: Bare Bones (1988)
- Nederlandse vertaling: 1990
- Non-fictie: een boek met diepte-interviews met Stephen King

### De Duistere Kant
- Oorspronkelijke titel: The Dark Half (1989)
- Nederlandse vertaling: 1989
- Verfilmd als The Dark Half in 1993 door George A. Romero[27]

Thaddeus Beaumont schrijft al jaren romans onder het pseudoniem George Stark. Als hij besluit hier een eind aan te maken, blijkt dit niet zo vanzelfsprekend als hij dacht.

### Tweeduister
- Oorspronkelijke titel: Four Past Midnight (1990)
- Nederlandse vertaling: 1990
- Verhalenbundel:
  - De engelieren (The Langoliers) - verfilmd in 1995 door Tom Holland. Op een nachtvlucht van Los Angeles naar Boston van American Pride vlucht 29 verdwijnen plotseling alle passagiers en piloten. Slechts een klein groepje passagiers, die allemaal op dat moment sliepen, is nog in het vliegtuig.
  - Het geheime raam (Secret Window, Secret Garden) - verfilmd in 2004 door David Koepp.

### Schemerwereld
- Oorspronkelijke titel: Four Past Midnight (1990)
- Nederlandse vertaling: 1991
- Verhalenbundel:
  - De man met het litteken (The Library Policeman)
  - Spookfoto's (The Sun Dog)

### De Donkere Toren III: Het Verloren Rijk
- Oorspronkelijke titel: The Dark Tower III: The Waste Lands (1991)
- Nederlandse vertaling: 1992 - herziening in 2003

Roland van Gilead moet een oplossing vinden voor de tijdparadox die hij heeft veroorzaakt.

### De Noodzaak
- Oorspronkelijke titel: Needful Things (1991)
- Nederlandse vertaling: 1992
- Verfilmd in 1993 door Fraser C. Heston, met Ed Harris in de hoofdrol.

De Noodzaak is een winkel in Castle Rock, Maine. Voor iedereen ligt er wel iets leuks te koop. In de winkel wordt nauwelijks met geld betaald, maar met diensten. Maar door deze diensten speelt de eigenaar de dorpelingen tegen elkaar uit, waardoor Castle Rock in een ware hel verandert.

### De spelbreker
- Oorspronkelijke titel: Gerald's Game (1992)
- Nederlandse vertaling: 1992
- Verfilmd als Gerald's Game in 2017. Regisseur Mike Flanagan.

Gerald en Jessie trekken naar hun buitenhuis in de bossen, ver weg van de bewoonde wereld. Jessie laat zich voor een vrijpartij met handboeien vastketenen aan het bed. Gedurende het liefdesspel, wordt ze echter kwaad en geeft Gerald een dreun. De man bezwijkt hierop aan een hartaanval. Jessie heeft een groot probleem, geboeid aan het het bed met geen enkele methode om iemand om hulp te vragen.

### Dolores Claiborne
- Oorspronkelijke titel: Dolores Claiborne (1992)
- Nederlandse vertaling: 1993
- Verfilmd in 1994 door Taylor Hackford, met Kathy Bates in de hoofdrol.

### Nachtmerries en Droomlandschappen
- Oorspronkelijke titel: Nightmares & Dreamscapes
- Nederlandse vertaling: 1993
- Verhalenbundel Nachtmerries:
  - Dolan's Cadillac (Dolan's Cadillac) - Ook verschenen als cadeau voor de maand van het spannende boek 1992
  - Weg met die rotzooi (The End of the Whole Mess) - verfilmd in 2006 door Mikael Salomon
  - Wees geduldig met kinderen (Suffer the Little Children)
  - De Spookvlieger (The Night Flier) - verfilmd in 1997 door Mark Pavia[28]
  - Papsie (Popsie)
  - Het laat je niet los (It Grows on You)
  - Klappertanden (Chattery Teeth) - verfilmd in 1997 door Mick Garris als Quicksilver Highway, met een verhaal van Clive Barker[29]
  - Opdracht (Dedication)
  - De bewegende vinger (The Moving Finger)
  - Sneakers (Sneakers)
  - De sterren van de hemel (You Know They Got a Hell of a Band) - verfilmd in 2006 door Mike Robe
  - Thuisbevalling (Home Delivery)
- Verhalenbundel Droomlandschappen:
  - Regentijd (Rainy Season)
  - Mijn prachtige paard (My Pretty Pony)
  - Hallo, met wie spreekt u? (Sorry Right Number)
  - Het Volk van Tien Uur 's Ochtends (The Ten O'Clock People)
  - Crouch End (Crouch End) - verfilmd in 2006 door Mark Haber, het beeld van een spriggan in Londen is de inspiratie geweest voor dit korte verhaal
  - Het huis aan Maple Street (The House On Maple Street)
  - Het vijfde kwart (The Fifth Quarter) - verfilmd in 2006 door Rob Bowman
  - De zaak van de doctor (The Doctor's Case)
  - Umney's laatste zaak (Umney's Last Case) - verfilmd in 2006 door Rob Bowman
  - Kop omlaag! (Head Down)
  - Augustus in Brooklyn (Brooklyn August)
  - De bedelaar en de diamant (The Beggar and the Diamond)

### Midlife Confidential
- Oorspronkelijke titel: Midlife Confidential (1994)
- Nederlandse vertaling: 1994
- Non-fictie: geschreven met onder andere Amy Tan

### Insomnia
- Oorspronkelijke titel: Insomnia (1994)
- Nederlandse vertaling: 1994

Ralph Roberts slaapt elke nacht een beetje minder en begint door uitputting te hallucineren. Hij denkt toch dat het waanbeelden zijn.

### Rosie
- Oorspronkelijke titel: Rose Madder (1995)
- Nederlandse vertaling: 1995

Rosie durft na 14 jaar eindelijk haar man Norman te verlaten en probeert een nieuw leven op te bouwen.

### De Groene Mijl
- Oorspronkelijke titel: The Green Mile (1996)
- Nederlandse vertaling: 1996
- Verfilmd in 1999 door Frank Darabont met Tom Hanks in de hoofdrol.[30]

In 1935 was Paul Edgecombe hoofdbewaker van de dodencellen. Hij ontmoet er John Coffey die beschuldigd wordt van de moord op twee meisjes.

### De Regelaars
- Onder het pseudoniem Richard Bachman
- Oorspronkelijke titel: The Regulators (1996)
- Nederlandse vertaling: 1996

Zullen de bewoners van Poplar Street in Wentworth, Ohio nog leven als de avond valt?

### Desperation
- Oorspronkelijke titel: Desperation (1996)
- Nederlandse vertaling: 1996
- In 2006 verfilmd door Mick Garris onder dezelfde titel, met onder andere Ron Perlman, Tom Skerritt en Annabeth Gish in hoofdrollen.[31]

In het mijnstadje Desperation, Nevada zijn mensen op Highway 50 die hun bestemming nooit zullen bereiken. Dit boek heeft vreemde overeenkomsten met de Regelaars, wanneer ze naast elkaar gezet of gehouden worden passen de tekeningen ook in elkaar. De personages hebben dezelfde namen, maar er zijn kleine wisselingen en verschillen en ook een andere rolverdeling. Het voelt heel erg surrealistisch aan daardoor.

### De Donkere Toren IV: Tovenaarsglas
- Oorspronkelijke titel: The Dark Tower IV: Wizard and Glass (1997)
- Nederlandse vertaling: 1997

Roland neemt Jake, Eddy en Susannah mee naar een periode uit zijn jeugd en vertelt hen over het meisje achter het raam, de heks van de Coös en hoe hij ten koste van het meisje zegeviert.

### Vel over Been
- Oorspronkelijke titel: Bag of Bones (1998)
- Nederlandse vertaling: 1998
- Verfilmd als miniserie in 2011 door Mick Garris

Schrijver Michael Noonan reist naar zijn zomerhuis in Maine om over de plotselinge dood van zijn vrouw te geraken.

### De Storm van de Eeuw
- Oorspronkelijke titel: The Storm of the Century (1999)
- Nederlandse vertaling: 1999
- Oorspronkelijk filmscenario
- Verfilmd als miniserie in 1999 door Craig R. Baxley[32]

Little Tall Island staat op het punt een storm mee te maken zoals ze nog nooit gezien hebben.

### Het Meisje dat hield van Tom Gordon
- Oorspronkelijke titel: The Girl Who Loved Tom Gordon (1999)
- Nederlandse vertaling: 1999

De negenjarige Trisha McFarland is verdwaald in het bos.

### Harten in Atlantis
- Oorspronkelijke titel: Hearts in Atlantis (1999)
- Nederlandse vertaling: 1999
- Verhalenbundel:
  - Lage mannen in gele jassen (Low Men in Yellow Coats) - verfilmd in 2001 door Scott Hicks als Hearts in Atlantis
  - Harten in Atlantis (Hearts in Atlantis)
  - Blinde Willie (Blind Willy)
  - Waarom we in Vietnam waren (Why We Were in Vietnam)
  - De nacht daalt met hemelse tinten neer (Heavenly Shades of Night Are Falling)

### Over Leven en Schrijven
- Oorspronkelijke titel: On Writing: A Memoir of the Craft (2000)
- Nederlandse vertaling: 2000
- Non-fictie

### Achtbaan
- Oorspronkelijke titel: Riding the Bullet (2000)
- Nederlandse vertaling: 2001
- Verfilmd in 2004 door Mick Garris

### Dromenvanger
- Oorspronkelijke titel: Dreamcatcher (2001)
- Nederlandse vertaling: 2001
- Verfilmd in 2003 door Lawrence Kasdan met Morgan Freeman in de hoofdrol.

25 jaar later komen vier mannen nog eens samen, ze gaan jagen in de bossen van Maine.

### Zwart Huis
- Oorspronkelijke titel: Black House (2001)
- Nederlandse vertaling: 2001
- Geschreven met Peter Straub
- Vervolg op De Talisman

### Het Geheim van de Buick
- Oorspronkelijke titel: From a Buick 8 (2002)
- Nederlandse vertaling: 2002

Een verlaten Buick Roadmaster wordt door de politie opgepikt. Zijn macabere invloed blijft jaren voelbaar.

### Alles is Eventueel
- Oorspronkelijke titel: Everything's Eventual (2002)
- Nederlandse vertaling: 2002
- Verhalenbundel:
  - Sectiekamer Vier (Autopsy Room Four) - verfilmd in 2006 door Mikael Salomon
  - De man in het zwarte pak (The Man in the Black Suit)
  - Al wat je bemint, zal worden weggevoerd (All That You Love Will Be Carried Away)
  - De Dood van Jack Hamilton (The Death of Jack Hamilton)
  - In de doodskamer (In the Deathroom)
  - De Kleine Zusters van Eluria (The Little Sisters of Eluria)
  - Alles is eventueel (Everything's Eventual)
  - L.T.'s theorie over huisdieren (L.T.'s Theory of Pets)
  - Het wegvirus rijdt naar het noorden (The Road Virus Heads North) - verfilmd in 2006 door Sergio Mimica-Gezzan
  - Lunch in het Gotham Café (Lunch at the Gotham Cafe)
  - Dat gevoel waarvan je alleen in het Frans kunt zeggen wat het is (The Feeling, You Can Only Say What It Is In French)
  - 1408 (1408) - verfilmd in 2007 door Mikael Håfström[33]
  - Achtbaan (Riding the Bullet)
  - Gelukvogel (Luckey Quarter)

### De Donkere Toren V: Wolven van de Calla
- Oorspronkelijke titel: The Dark Tower V: Wolves of the Calla (2003)
- Nederlandse vertaling: 2003

Eindelijk raken Roland en zijn gezellen uit Middenwereld en belanden in een dorp dat bedreigd wordt, mede door Rolands vijanden. Hij en zijn gezellen leren het dorp zich te verdedigen, terwijl Susannah ook nog met een probleempje kampt: ze is zwanger.

### De Donkere Toren VI: Een Lied van Susannah
- Oorspronkelijke titel: The Dark Tower VI: A Song of Susannah (2004)
- Nederlandse vertaling: 2004

Roland en zijn gezelschap raken elkaar kwijt. Susannah weet niet zeker of ze zwanger is van Eddy of van de Demon die haar verkrachtte in deel 3. Vader Callahan (uit Bezeten Stad) komt het gezelschap ten hulp en uiteindelijk komen ze na veel problemen weer bij elkaar.

### De Donkere Toren VII: De Donkere Toren
- Oorspronkelijke titel: The Dark Tower VII: The Dark Tower (2004)
- Nederlandse vertaling: april 2005

Roland en zijn vrienden zijn dicht bij de toren, maar een voor een sneuvelen zijn vrienden. Uiteindelijk bereikt hij als enige de toren, maar is niet blij met wat hij daar vindt.

### Kingdom Hospital
- Bewerking voor de Amerikaanse markt van Lars von Triers The Kingdom
- Gemaakt in 2004[34]

In het ziekenhuis 'Kingdom Hospital' gebeuren vreemde dingen.

### De Colorado Kid
- Oorspronkelijke titel: The Colorado Kid (2005)
- Nederlandse vertaling: 2005
- De tv-serie Haven (2010) is gebaseerd op dit verhaal

Een stagiair vraagt de twee stokoude redacteuren van het lokale blad van een slaperig plaatsje naar het grootste mysterie uit de geschiedenis van het dorp.

### Mobiel
- Oorspronkelijke titel: Cell
- Nederlandse vertaling: 2006

Mensen veranderen in moordlustige monsters als ze de Puls ontvangen op hun mobiele telefoon.

### Lisey's verhaal
- Oorspronkelijke titel: Lisey's Story
- Nederlandse vertaling: 2006

Na het overlijden van haar man, een gevierd bestsellerauteur, wordt Lisey bij het opruimen van zijn werkkamer geconfronteerd met de verschrikkelijke demonen van haar man.

### De Ontvoering
- Onder het pseudoniem Richard Bachman
- Oorspronkelijke titel: Blaze
- Nederlandse vertaling: 2007

Blaze is een dommekracht met een verschrikkelijke jeugd die het plan opvat om een miljonairsbaby te ontvoeren.

### Duma
- Oorspronkelijke titel: Duma Key
- Nederlandse vertaling: 2008

Een kunstschilder die zijn arm verliest vertrekt naar het eiland Duma, om er achter te komen dat Duma hem in staat stelt te schilderen met zijn verdwenen arm. Daarmee haalt hij de onheilspellende krachten van Duma naar boven.

### Na zonsondergang
- Oorspronkelijke titel: Just After Sunset
- Nederlandse vertaling: 2008
- Verhalenbundel:
  - Willa (Willa)
  - Het hardloopmeisje (The Gingerbread Girl)
  - Harveys droom (Harvey's dream)
  - Parkeerterrein (Rest Stop)
  - Vet goed (Stationary Bike)
  - De dingen die ze achterlieten (The Things They Left Behind)
  - De middag van de diploma-uitreiking (Graduation Afternoon)
  - N. (N.)
  - De hellekat (The Cat from Hell) - verfilmd in Tales From the Darkside
  - De New York Times met korting (The New York Times at Special Bargain Rates)
  - Stom (Mute)
  - Ayana (Ayana)
  - In de klem (A Very Tight Place)

### Gevangen
- Oorspronkelijke titel: Under the Dome
- Nederlandse vertaling: 2009
- In 2013 als serie uitgezonden onder de titel Under the Dome

Een stadje wordt van de buitenwereld afgesneden door een onzichtbare energiekoepel. Een corrupte machtswellusteling heeft nu vrij spel en verandert het stadje in een dictatuur, met zichzelf aan het hoofd. Verzetsstrijders proberen te ontsnappen, ook omdat de lucht in de koepel langzaam maar zeker opraakt.

### Aardedonker, zonder Sterren
- Oorspronkelijke titel: Full Dark, No Stars
- Nederlandse vertaling: 2010
- Verhalenbundel:
  - 1922 (1922)
  - Grote Trucker (Big Driver)
  - De verlenging (Fair Extension)
  - Een goed huwelijk (A Good Marriage)

### Eenmalige Zonde
- Oorspronkelijke titel: Blockade Billy
- Nederlandse vertaling: 2011
- Verhalenbundel:
  - Eenmalige Zonde (Morality)
  - Blockade Billy

### 22-11-1963
- Oorspronkelijke titel: 11/22/63
- Nederlandse vertaling: 2011

22-11-1963, De dag dat John F. Kennedy werd vermoord en de wereld voorgoed veranderde... Wat als die fatale dag voorkomen had kunnen worden?

### De Donkere Toren: De wind door het sleutelgat
- Oorspronkelijke titel: The wind through the keyhole
- Nederlandse vertaling: 2012

Donkere toren deel VIII, los te lezen deel dat chronologisch tussen De Donkere Toren deel IV en V valt

### Het hoge gras
- Oorspronkelijke titel: In the tall grass
- Nederlandse vertaling: 2013

Samen geschreven met zijn zoon Joe Hill.

### Hoogste versnelling
- Oorspronkelijke titel: Full throttle
- Nederlandse vertaling: 2013

Samen geschreven met zijn zoon Joe Hill.

### Joyland
- Oorspronkelijke titel: Joyland
- Nederlandse vertaling: 2013

In het pretpark Joyland werd ooit een jonge vrouw, Linda Gray, vermoord. Jaren later aanvaardt Devin Jones een zomerbaantje in het park en raakt gefascineerd door de verhalen over Linda Gray.

### Dr. Sleep
- Oorspronkelijke titel: Doctor Sleep
- Nederlandse vertaling: 2013
- verfilmd in 2019 door Mike Flanagan

Vervolg op The Shining.
Dan Torrance worstelt nog steeds met de demonen uit het Overlook Hotel. Maar dan heeft een klein meisje, Abra, zijn hulp nodig.

### Mr. Mercedes
- Oorspronkelijke titel: Mr. Mercedes
- Nederlandse vertaling: 2014

Drie mensen proberen een eenzame moordenaar te stoppen die erop uit is om duizenden mensen op te blazen. Het gevolg is een bloedstollende race tegen de klok met vele levens op het spel.

### Revival
- Oorspronkelijke titel: Revival
- Nederlandse vertaling: 2014

Meer dan een halve eeuw geleden ontmoet de jonge jongen Jamie Morton de nieuwe dominee van een klein stadje in New England, genaamd Charles Jacobs. Jamie heeft samen met de dominee een vergaande obsessie, en hun band is zelfs nog sterker dan bij de andere inwoners van het stadje. Wanneer tragedie de familie Jacobs treft, vervloekt  de charismatische prediker God, bespot alle religie, en wordt verbannen uit de gechoqueerde stad. Getrouwd met zijn gitaar speelt Jamie in bands door het hele land. Jamie leeft een nomadisch rock-'n-roll bestaan. Wanneer hij midden dertig is, verslaafd aan heroïne, verlaten en wanhopig, ontmoet hij Charles Jacobs opnieuw, met ingrijpende gevolgen voor beide mannen. Hun band wordt een pact die zelfs de duivel niet had kunnen bedenken en Jamie ontdekt dat Revival vele betekenissen kent.

### De eerlijke vinder
- Oorspronkelijke titel: Finders Keepers
- Nederlandse vertaling: 2 juni 2015

Vervolg op Mr. Mercedes.

### De Bazaar van Boze Dromen
- Oorspronkelijke titel: The Bazaar of Bad Dreams
- Nederlandse vertaling: november 2015
- Verhalenbundel:
  - Mijl 81 (Mile 81)
  - Premium Harmony (Premium Harmony)
  - Batman en Robin hebben een aanvaring (Batman and Robin Have an Altercation)
  - Het duin (The Dune)
  - Rotjoch (Bad Little Kid)
  - Een sterfgeval (A Death)
  - De beenderkerk (The Bone Church)
  - Moraal (Morality)
  - Leven na de dood (Afterlife)
  - Ur (Ur)
  - Herman Wouk leeft nog (Herman Wouk Is Still Alive)
  - Niet helemaal lekker (Under the Weather)
  - Blockade Billy (Blockade Billy)
  - Mister Yummy (Mister Yummy)
  - Tommy (Tommy)
  - De kleine groene god van ondraaglijk lijden (The Little Green God of Agony)
  - Die bus is een andere wereld (That Bus Is Another World)
  - Necrologieën (Obits)
  - Dronken vuurwerk (Drunken Fireworks)
  - Zomeronweer (Summer Thunder)

### Wisseling van de wacht
- Oorspronkelijke titel: End of Watch
- Nederlandse vertaling: 7 juni 2016[38]

Vervolg op De eerlijke vinder. Brady Hartsfield, de psychopate massamoordenaar uit Mr. Mercedes, ligt met zwaar hersenletsel in het ziekenhuis. Hoewel hij hierdoor nooit geschikt zal worden bevonden om terecht te staan, kan hij in deze toestand geen verder kwaad meer aanrichten. Zes jaar na de gebeurtenissen uit Mr. Mercedes vinden een aantal raadselachtige zelfmoorden plaats, waar Hartsfield desondanks de hand in lijkt te hebben. Weer is het gepensioneerd agent Hodges die hem op het spoor komt en hem moet zien te stoppen...

### Schone slaapsters
- Geschreven samen met zijn zoon Owen King
- Oorspronkelijke titel: Sleeping Beauties
- Nederlandse vertaling: september 2017

Wereldwijd worden vrouwen die in slaap vallen niet meer wakker. Hun lichamen worden langzaam omhuld door een coconachtig weefsel. Als iemand dit aanraakt, worden de vrouwen agressief.

### De buitenstaander
- Oorspronkelijke titel: The Outsider
- Nederlandse vertaling: mei 2018

Nadat het lichaam van een elfjarig jongetje misbruikt en levenloos wordt teruggevonden, arresteert de politie de coach van het plaatselijke jeugdhonkbalteam. Die blijkt alleen een heel goed alibi te hebben.

### Gwendy's knoppenkist
- Geschreven samen met Richard Chizmar
- Oorspronkelijke titel: Gwendy's Button Box
- Nederlandse vertaling: november 2018

Wanneer Gwendy op een dag boven aan de trap naar het uitzichtpunt in Castle Rock op adem staat te komen, wordt ze aangesproken door een vreemdeling.

### Verlichting
- Oorspronkelijke titel: Elevation
- Nederlandse vertaling: maart 2019

Scott Carey lijdt aan een aandoening waardoor hij met de dag minder weegt, zonder dat zijn lichaam daarbij verandert.

### Het Instituut
- Oorspronkelijke titel: The Institute
- Nederlandse vertaling: september 2019

Een organisatie genaamd het Instituut spoort paranormaal begaafde kinderen op en ontvoert ze.

### Als het bloedt
- Oorspronkelijke titel: If it bleeds
- Nederlandse vertaling: 26 mei 2020
- Verhalenbundel:
  - De telefoon van mijnheer Harrigan (Mr. Harrigan's Phone)
  - Het leven van Chuck (The Life of Chuck)
  - Als het bloedt (If it bleeds)
  - Rat (Rat)

### Later
- Oorspronkelijke titel: Later
- Nederlandse vertaling: maart 2021

### Billy Summers
- Oorspronkelijke titel: Billy Summers
- Nederlandse vertaling: 2021

### Fairy Tale
- Oorspronkelijke titel:  Fairy Tale
- Nederlandse vertaling: augustus 2022

### Holly
- Oorspronkelijke titel: Holly
- Nederlandse vertaling: september 2023

### Duistere zaken
- Oorspronkelijke titel: You Like It Darker
- Nederlandse vertaling: mei 2024
- Verhalenbundel:
  - Twee getalenteerde rotzakken
  - De vijfde stap
  - Willie de Weirdo
  - Danny Coughlins nare droom
  - Finn
  - Op Slide Inn Road
  - Rood scherm
  - De turbulentie-expert
  - Laurie
  - Ratelslangen
  - De dromers
  - De Antwoordman

### De Gwendy Trilogie
- Deel 1 en 3 geschreven samen met Richard Chizmar, deel 2 enkel door Chizmar
- Oorspronkelijke titel: The Gwendy Trilogy
- Nederlandse vertaling: 10 september 2024
- Bundeling van drie boeken:
  - Gwendy’s knoppenkist (Gwendy's Button Box)
  - Gwendy’s magische veer (Gwendy's Magic Feather)
  - Gwendy’s laatste taak (Gwendy's Final Task)

### Vrees niet
- Oorspronkelijke titel: Never Flinch
- Nederlandse vertaling: mei 2025